# Josep Marimon i Figueras
Josep Marimon i Figueras (Sant Jaume Sesoliveres, Piera, 27 d'agost del 1883 – Barcelona, 12 de maig del 1953) va ser músic, director d'orfeons i compositor, especialment de sardanes.
Començà la seva formació musical al cor de la parròquia de Sant Quintí de Mediona, població on la seva família es traslladà el 1888, i l'amplià amb el mestre de música de Sant Pere de Riudebitlles, Pere Olivella. Posteriorment estudià a l'Escola Municipal de Música de Barcelona amb els mestres Lluís Millet, Antoni Nicolau i Agustí Quintàs, i on tingué companys d'estudis com Eduard Toldrà, Joaquim Serra i Corominas i Antoni Massana, amb qui establí amistat de per vida. Fundà el Quinteto Filarmónico amb els músics Bernardí Gàlvez, Joan Rigualt, Lluís Sànchez i Eduard Toldrà (posteriorment, aquests dos darrers formaren part del cèlebre Quartet Renaixement), que es desfeu quan el 1911 anà a Buenos Aires, on va fer de pianista acompanyant de cinema mut. Amb els estalvis recollits marxà a Lió (1913), per treballar-hi a l'Orchestre Guitton. Abans de la Gran Guerra tornà a Barcelona, on perfeccionà els estudis d'harmonia i instrumentació amb el mestre Morera, i poc després s'enrolà com a pianista en vaixells de la companyia Transatlàntica que feien la ruta de Buenos Aires.
El 1920 s'establí definitivament a Barcelona, on començà a dirigir els orfeons Llevant, La Violeta Hortense i, des del 1928, El Roser. L'any 1938, la Generalitat el nomenà Professor Especial d'Educació Musical de dues escoles barcelonines, ocupació que ostentà fins a la fi de la guerra civil espanyola. Apartat de la tasca docent, l'any 1940 s'incorporà com a organista de la parròquia del Roser, i a l'any següent passa a fer-ho a l'església de Sant Madrona, ambdues de Barcelona. Es feu càrrec de la Coral infantil de la Casa Provincial de Caritat de Barcelona al setembre del 1945, tasca que compaginà amb classes particulars de música.
L'any 1949 es presentà al II Concurs Barcino de Música per a Cobla i Sardanes, que li guardonà les composicions M'estimes? i Meravella nostrada. Els darrers anys de la seva existència (1950-1953) veieren com Marimon preparava un Manual pràctic d'orientació per al compositor de sardanes que restà inconclús i inèdit; uns anys més tard (1957), Joaquim Serra i Corominas publicava el Tractat d'instrumentació per a cobla que, en certa forma, feia el Manual redundant.
En el camp compositiu va ser autor de música coral, camp en què harmonitzà un gran conjunt de cançons populars, lieder, música de cambra i sardanes.
Es guanyà la vida principalment com a barber.

## Obres
- Concert per a piano i orquestra
- Quartet en Mi bemoll, per a conjunt de corda
- 6 Suites per a orquestra

### Música per a cobla
- El ball de Sant Ferriol (1949), per a cobla i percussió
- Els Romeus, per a dues cobles i orgue
- Scherzo, per a tres cobles
- Tríptic simfònic per a cobla

### Sardanes
- A fira (1922)
- A Juli Garreta (1936), per a orquestra
- A l'anella Joan Maragall (1948)
- A la plaça (1925)
- Abril
- Atlàntida
- Balada, premi "Concepció Rabell" 1933. Amb lletra de Tomàs Garcés
- Barquejant (1950)
- Bella gesta (1948), sobre el tema de la Dansa de l'espolsada de Cardedeu, premi Barcino 1948
- Berta (1950)
- La cacera (1922), lletra de Ramon Masifern
- Cançó a la primavera (1939)
- Cançó d'abril del campaner (1935)
- Canta tenora!
- Cants de ma terra (1930), versió per a diverses cobles
- Complanta, premiada en els Jocs Florals de Valls del 1931. S'inclou en la Suite VI
- Costa Brava, per a més d'una cobla
- Crit de joia (1932, 1949). Versions per a 1, 2, 3 i 4 cobles
- La dansa bella (1943)
- La dansa del poble (estrenada 2000)
- Dansaires del Foment Cornellenc (1953)
- Desconsol (1932)
- Desig de primavera
- Dolç esplai de l'Empordà (1931)
- Dos cors a l'uníson
- Encarnació (1927), per a orquestra
- Esmaragda (1949), a la seva segona esposa Esmaragda Claverí
- Esmaragdona (1936)
- Espigolera (1944)
- Eulàlia (1948)
- Fadrí i fadrina (1929)
- Farigola (1930), per a 2 cobles
- Festa (1950)
- La festa del barri, per a més d'una cobla
- Els focs de Sant Joan (1930)
- Francesca (1952)
- Fraternal anella
- Fruita madura (1935)
- Gaia Torrassa (1950)
- Goig etern (1927), per a orquestra
- Introducció a la dansa (1950)
- Isabeleta (1953)
- Joganera (1953)
- M'estimes? (1949)
- Maneus (1950)
- Mar i Cel (1925), lletra de Josep Aladern
- Maria (1950)
- Maria Rosa (1955)
- Maria Teresa (1949)
- Mariàngela (1950)
- Meravella nostrada (1950)
- La meva Esmaragdeta (1943), a la seva filla
- Muntanyenca (1950)
- La nina més bella
- La nostra dansa (1950)
- Nostre gaudir
- Núria (1924, 1941), premiada en els Jocs Florals de Girona del 1930. Per a 2 cobles
- Pageseta alegre (1934)
- Palau-sacosta (1942)
- Palmes i llorers (1951), dedicada al compositor i biògraf seu Sebastià Figuerola
- La papallona (1943)
- La pastoreta (1948)
- Pàtria (1927), per a orquestra
- Pomell de flors (1930)
- La princesa i el pastor (1935), per a orquestra
- Prop teu (1925)
- La pubilla de Sant Cugat (1959)
- Quan tornen les roses (1944)
- Revenja terrible (1935)
- Rialles
- El roser (1930), per a orquestra
- La rotllana de l'amor (1951), sardana revessa
- Sant Jaume
- La sardana (1930)
- La sega (1922), lletra de Ramon Masifern
- Serenata, per a més d'una cobla
- Sóc filla de l'Empordà (1959)
- Somni d'or (1932)
- Suprem ideal (1955)
- Teresó (1925, 1948), a la seva futura (primera) esposa Teresa Cuch, que moriria el 1932[2]

### Discografia
- Josep Marimon i Figueras: sardanes, per la Cobla Sant Jordi (Barcelona: Músics per la cobla, 2006)